# Rejsekammerater
Rejsekammerater (russisk: Печки-лавочки) er en sovjetisk spillefilm fra 1972 af Vasilij Sjuksjin.

## Medvirkende
- Vasilij Sjuksjin som Ivan Rastorgujev
- Lidija Fedosejeva-Sjuksjina som Njura Rastorgujeva
- Vsevolod Sanajev
- Georgij Burkov som Viktor
- Zinovij Gerdt